# Gunja-dong, Seoul
Gunja-dong (koreanska: 군자동)  är en stadsdel i Sydkoreas huvudstad Seoul. 